# Kanton Pierrefontaine-les-Varans
Der Kanton Pierrefontaine-les-Varans war bis 2015 ein französischer Wahlkreis im Département Doubs und in der damaligen Region Franche-Comté. Er umfasste 20 Gemeinden im Arrondissement Pontarlier; sein Hauptort (frz.: chef-lieu) war Pierrefontaine-les-Varans. Die landesweiten Änderungen in der Zusammensetzung der Kantone brachten im März 2015 seine Auflösung. Vertreter im conseil général des Départements war zuletzt von 1992 bis 2015 Jean-Marie Pobelle.
Am 1. Januar 2009 erfolgte die Loslösung des Kantons aus dem Arrondissement Besançon und die Eingliederung in das Arrondissement Pontarlier.

## Gemeinden
| - Consolation-Maisonnettes - Domprel - Flangebouche - Fournets-Luisans - Fuans - Germéfontaine - Grandfontaine-sur-Creuse - Guyans-Vennes - La Sommette - Landresse | - Laviron - Loray - Orchamps-Vennes - Ouvans - Pierrefontaine-les-Varans - Plaimbois-Vennes - Vellerot-lès-Vercel - Vennes - Villers-Chief - Villers-la-Combe |